# شیزوکا ناکامورا
شیزوکا ناکامورا ((به ژاپنی: 中村 静香 Shizuka Nakamura)؛ زادهٔ ۹ سپتامبر ۱۹۸۸) مدل، بازیگر اهل ژاپن است. وی از سال ۲۰۰۴ میلادی تاکنون مشغول فعالیت بوده است.
از سریال‌های تلویزیونی که او در آن نقش داشته است، می‌توان به به تو که می‌درخشی اشاره کرد.